# Artgal di Alt Clut
Artgal (... – 872) fu sovrano di Alt Clut (area attorno all'odierna Dumbarton Rock) attorno alla metà del IX secolo.
Secondo le Harleian genealogies, era figlio di Dumnagual IV. Il suo regno è degno di nota sia perché Artgal fu il primo sovrano certo di Alt Clut dopo Dumnagual III, che aveva regnato un secolo prima sia perché fu durante il suo regno, precisamente nell'870, che i vichingo-gaelici di Dublino attaccarono e saccheggiarono Alt Clut. Artgal fu portato come prigioniero a Dublino e giustiziato nell'872 su istigazione di Causantín mac Cináeda". Nelle fonti che parlano di questo evento Alt Clut viene definito per la prima volta col nome di Strathclyde. Causantín diede in moglie sua sorella al figlio di Artgal, Run.